# Guatemalaváros
Guatemalaváros Guatemala fővárosa és egyben legnépesebb települése is. Lakossága 2,15 millió (2012-ben), elővárosokkal 4,7 millió fő volt (2015-ben).

## Földrajz
Az ország gerincét alkotó vulkanikus hegyvonulat, a Sierra Madre átlagosan 1500 méter tengerszint feletti magasságú, tágas, lapos La Ermita fennsíkján terpeszkedő város. A város és annak agglomerációja egy egész hegyláncot borít be. Guatemalaváros, mint az ország többi része is, ki van téve a földrengések pusztításainak.

### Éghajlat
A forró égövben elhelyezkedő város klímáját a nagy magasság és a várost övező hegykoszorú enyhíti kellemessé, szubtrópusivá. Évi középhőmérséklete 18 °C. A május a legmelegebb hónap, átlagosan 19,6 °C mérhető ekkor, a leghűvösebb a január, átlagosan 16,3 °C-os hőmérsékletével, a két érték alig tér el egymástól. A kellemesen meleg nappalok és az enyhülést hozó éjszakák között viszont évszaktól függően, átlagosan 10-13 °C a hőmérsékleti különbség.
A bőséges csapadék eloszlása sem egyenletes; jól elhatárolható a csapadékos nyári és a száraz téli évszak, mely éppen az esőzések intenzitása alapján különül el egymástól. A csapadék több mint 90%-a a nyári hónapokban esik le.
| Hónap                                                                              | Jan. | Feb. | Már. | Ápr. | Máj. | Jún. | Júl. | Aug. | Szep. | Okt. | Nov. | Dec. | Év   |
| ---------------------------------------------------------------------------------- | ---- | ---- | ---- | ---- | ---- | ---- | ---- | ---- | ----- | ---- | ---- | ---- | ---- |
| Rekord max. hőmérséklet (°C)                                                       | 30,0 | 32,1 | 32,0 | 33,9 | 33,9 | 31,2 | 29,1 | 30,2 | 29,8  | 28,6 | 29,9 | 28,8 | 33,9 |
| Átlagos max. hőmérséklet (°C)                                                      | 24,3 | 25,8 | 26,8 | 27,8 | 27,1 | 25,8 | 25,4 | 25,5 | 25,1  | 24,7 | 24,2 | 23,9 | 25,5 |
| Átlagos min. hőmérséklet (°C)                                                      | 13,2 | 13,6 | 14,6 | 16,0 | 16,8 | 16,8 | 16,3 | 16,5 | 16,4  | 16,0 | 14,7 | 13,7 | 15,4 |
| Rekord min. hőmérséklet (°C)                                                       | 6,0  | 7,8  | 8,4  | 8,6  | 12,3 | 11,2 | 12,1 | 13,5 | 13,0  | 11,4 | 9,4  | 7,6  | 6,0  |
| Átl. csapadékmennyiség (mm)                                                        | 3    | 5    | 6    | 31   | 128  | 271  | 202  | 202  | 236   | 131  | 48   | 6    | 1269 |
| Havi napsütéses órák száma                                                         | 248  | 236  | 245  | 237  | 284  | 155  | 183  | 191  | 159   | 178  | 211  | 209  | 2536 |
| Forrás: Instituto Nacional de Sismología, Vulcanología, Meteorología, e Hidrología |      |      |      |      |      |      |      |      |       |      |      |      |      |

## Történelem

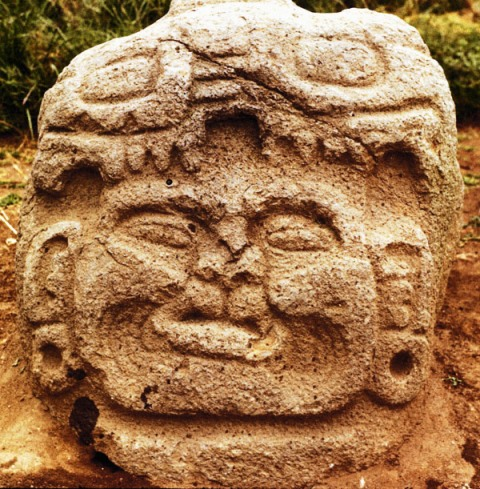
Maja emlék Kaminaljuyúból

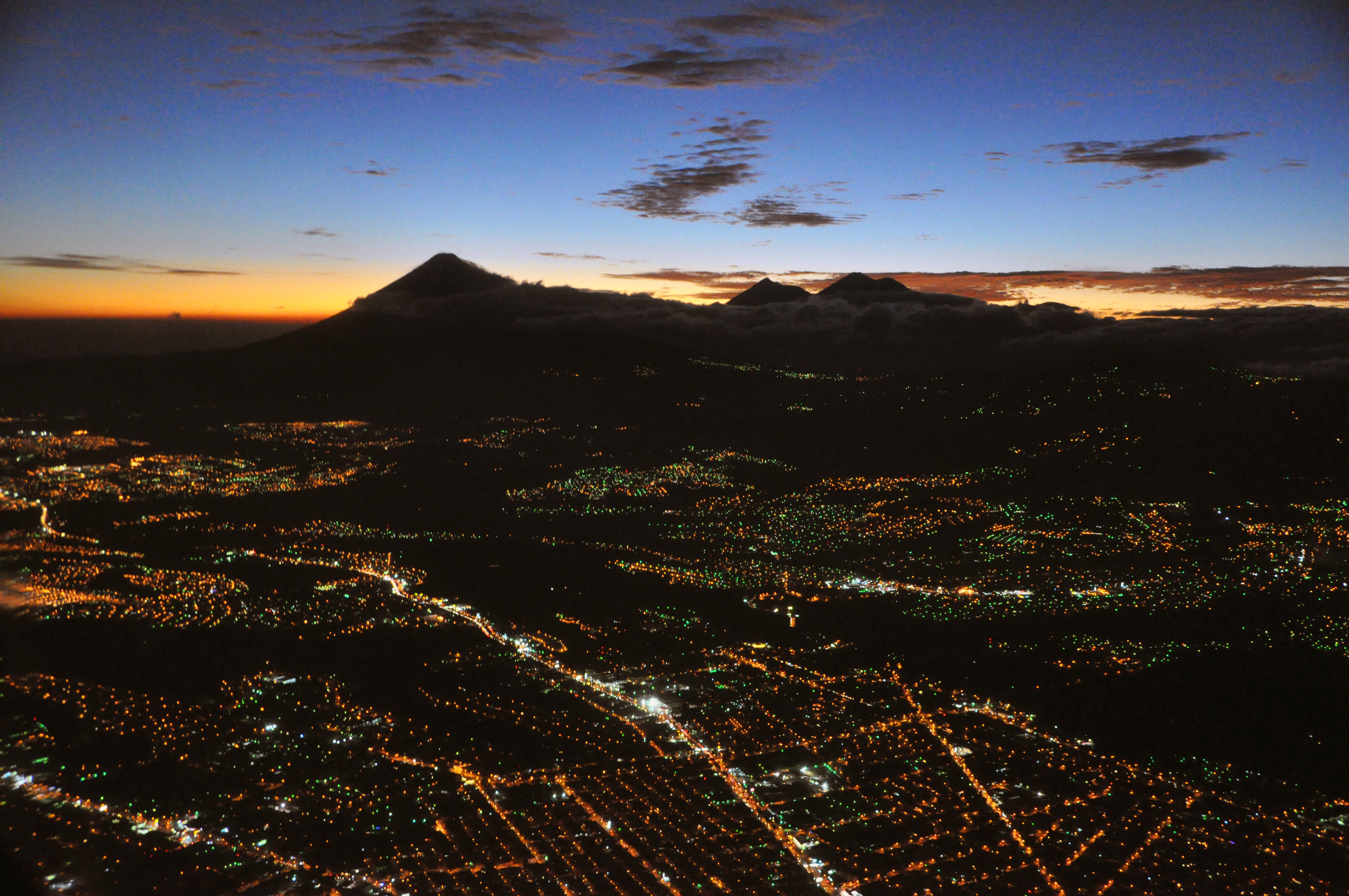
A város éjszakai látképe

A város történelme közel 2000 éves, elődjét, Kaminaljuyút, melynek romjai a nyugati külváros apró házai közé ékelődve találhatók, még a maják építették. A romok máig sok látogatót vonzanak.
1527-ben Pedro de Alvarado alapította az ország első spanyol települését mely a Guacalata folyó völgyében, az Agua és Fuego vulkán között épült fel, neve Guatemala volt. Ezt a várost 1541-ben földrengés és az Agua vulkánról kiinduló iszapár pusztította el.
Az új főváros, Santiago de los Caballeros ettől néhány kilométerrel északabbra épült fel 1543 és 1773 között, azonban egy hatalmas földrengéssorozat ezt is csaknem a földdel tette egyenlővé. A rommá dőlt város egy részét soha nem építették újjá: a ma Antigua Guatemalának nevezett település ma történelmi emlékhely, idegenforgalmi látványosság.
1776-ban III. Károly spanyol király kezdeményezte a mai főváros építését.
Az új főváros az előzőtől 50 km-re épült fel a réginél biztonságosabb helyen, a veszélyes Agua vulkántól keletre, Nueva Guatemala de la Asunción (Nagyboldogasszony mennybemenetelének új Guatemalája) néven. Azonban a széles síkságra épült, gyorsan terjeszkedő város helykiválasztása sem volt a legszerencsésebb. Kisebb földmozgások sorozata után 1917-1918-ban, majd 1976-ban ismét pusztító földrengéssorozat érte a várost. Az 1976-os évi hatalmas földrengéssorozatot csak az acélvázas és megerősített épületek és a kisebb lakóházak vészelték át. Az óriási károkat szenvedett fővárost azonban az 1980-as évek közepére csaknem újjáépítették, a legmodernebb földrengésbiztos technológia szerint.
1825 óta a független Guatemala fővárosa.

## Gazdasága
A megerősített főváros egyben az ország egyetlen milliós agglomerációja, legjelentősebb ipari, kulturális, közlekedési és pénzügyi központja. Ipari üzemeiben a környék mezőgazdasági termékeit dolgozzák fel. Legjelentősebbek az élelmiszereket és élvezeti cikkeket előállító ágazatai, mint például a cukor-, sör-, hús- és dohányipar, valamint a kávé és gyümölcsfeldolgozás, valamint a bőr- és cipőipara.
Az ország felét beborító erdőség fáit (mahagóni, cédrus, paliszander) fejlett bútoripara hasznosítja, cementműve pedig a főváros nagy építkezéseit szolgálja.
A főváros kisipari műhelyei elsősorban közszükségleti cikkeket, dísztárgyakat állítanak elő.

## Látnivalók
- Mundo Petapa Irtra (vidámpark)
- Kaminaljuyú (maja-kori emlék) - a nyugati külváros apró házai közé ékelődött egykori maja város romjai
- Torre del Reformador, a 72 méter magas, vasszerkezetű torony a város egyik jelképe
- Plaza de la Constitución (központi tér)
- Palacio Nacional (Nemzeti palota)
- Segítő Szűz Mária-székesegyház
- Botanikus kert
- Guatemala domborzati térképe, amely 2500 m²-es területen nagy pontossággal mutatja be az ország hegyeit, völgyeit, vizeit és útjait.[2]
- Oakland Mall (bevásárlóközpont)
- Zoológico La Aurora (állatkert)
- Múzeumok
  - Museo Popol Vuh (múzeum Kolumbusz előtti tárgyakkal)
  - Museo Ixchel del Traje Indigena (indián textilek)